# Molophilus trianguliferus
Molophilus trianguliferus là một loài ruồi trong họ Limoniidae. Chúng phân bố ở miền Australasia.